# Belén (1814)
El bergantín Belén (Nuestra Señora de Belén) fue un buque de la Real Armada Española que luchó durante la Campaña Naval de 1814. Tras ser requisada a Jose Miguel Carrera, integró la escuadra de las Provincias Unidas del Río de la Plata durante la Guerra del Independencia y las guerras civiles.

## Historia
En tanto una de las principales naves de la Real Escuadra en el Apostadero de Montevideo, formó parte de la escuadra realista que comandada por el capitán de fragata Jacinto de Romarate derrotó a la primera escuadra patriota en el Combate de San Nicolás de 1811, enfrentó a la segunda al mando de Guillermo Brown en el combate de Martín García librado entre el 10 y el 15 de marzo de 1814 y a la división ligera al mando de Tomás Nother en el Combate de Arroyo de la China.
Tras la rendición de la plaza realista el 23 de junio, Romarate entregó sus fuerzas. 
El Belén fue incorporado a la flota de Buenos Aires en diciembre de 1814 al mando del teniente Bartolomé Cerretti y enviado como capitana a la división destinada a tomar Carmen de Patagones, en poder realista desde la sublevación de 1812. 
En febrero regresó a Buenos Aires para desarme pero ante la guerra civil con el litoral en abril de 1815 fue puesta al mando del sargento mayor Antonio Lamarca y agregada a las operaciones sobre la provincia de Santa Fe. 
En julio recibió el mando el sargento mayor Ricardo Baxter y en agosto nuevamente comandada por Cerretti se sumó a la escuadrilla comandada por Ángel Hubac en apoyo de las operaciones de Viamonte sobre Santa Fe.
En 1816 integró la escuadrilla de Matías de Irigoyen en apoyo de la campaña del coronel Eustaquio Díaz Vélez. Desde el 15 de enero de 1817 estuvo al mando capitán Manuel Monteverde. A comienzos de ese año pasó a rearme siendo montados 2 cañones largos de a 8, 8 de a 8 y 4 esmeriles. Entre el 25 de diciembre y el 8 de enero de 1818 participó de la escuadrilla de Hubac de apoyo a la campaña del coronel Luciano Montes de Oca sobre el litoral y en la que continuó Juan Ramón Balcarce en marzo y abril de ese año.
El 7 de julio de 1818 se hizo cargo del mando el teniente Leonardo Rosales de manera provisoria y efectiva a partir del 29 de agosto, participando bajo su comando de la campaña de septiembre de ese año.
En enero de 1819 fue conducida a desarme por el capitán Bartolomé Cerretti, quedando a cargo a esos fines del contramaestre José María de la Cruz. En mayo de 1819 se hizo cargo del rearme el capitán Tomás Roberto Jones, recibiendo dos cañones de a 18 y 8 de a 8, y en julio volvió al servicio en tareas de vigilancia con base en la isla Martín García, siendo Jones jefe militar de la isla.
Por el Tratado del Pilar de febrero de 1820 la Belén, junto al Invencible y la Minerva, pasaron a integrar la escuadrilla fluvial de la provincia de Entre Ríos. La Belén quedó al mando del capitán Manuel Monteverde y el 3 de agosto de ese año venció a la escuadrilla artiguista al mando de Pedro Campbell.
El 26 de julio de 1821 Monteverde fue derrotado por una división de la escuadra de Buenos Aires comandada por el capitán Leonardo Rosales en la boca del Colastiné.
El Belén volvió a la escuadra porteña y desde julio de 1821 operó al mando del capitán Leonardo Rosales. En septiembre de ese año volvió al mando el capitán Bartolomé Cerretti quien la condujo a desarme en el Arsenal de Barracas en el mes de septiembre. En marzo de 1822 efectuó un viaje a Carmen de Patagones y a su regreso, en el mes de abril, se hundió en el muelle de Barracas.
Fue reflotado y utilizado como pontón a cargo de un patrón hasta el 13 de diciembre de 1824, cuando siendo sólo un casco fue vendido en remate para desguace a Agustín Almeyda por $1000.